# Shelley Rudman
Shelley Marie Rudman (Swindon, 23 de marzo de 1981) es una deportista británica que compitió en skeleton. 
Participó en los Juegos Olímpicos de Turín 2006, obteniendo la medalla de plata en la prueba femenina individual. Ganó una medalla de oro en el Campeonato Mundial de Skeleton de 2013 y seis medallas en el Campeonato Mundial de Skeleton entre los años 2006 y 2014.

## Palmarés internacional
| Juegos Olímpicos   | Juegos Olímpicos      | Juegos Olímpicos  | Juegos Olímpicos |
| Año                | Lugar                 | Medalla           | Prueba           |
| ------------------ | --------------------- | ----------------- | ---------------- |
| 2006               | Turín (Italia)        | Medalla de plata  | Individual       |
| Campeonato Mundial |                       |                   |                  |
| Año                | Lugar                 | Medalla           | Prueba           |
| 2013               | Sankt Moritz (Suiza)  | Medalla de oro    | Individual       |
| Campeonato Europeo |                       |                   |                  |
| Año                | Lugar                 | Medalla           | Prueba           |
| 2006               | Sankt Moritz (Suiza)  | Medalla de plata  | Individual       |
| 2009               | Sankt Moritz (Suiza)  | Medalla de oro    | Individual       |
| 2010               | Igls (Austria)        | Medalla de bronce | Individual       |
| 2011               | Winterberg (Alemania) | Medalla de oro    | Individual       |
| 2012               | Altenberg (Alemania)  | Medalla de bronce | Individual       |
| 2014               | Königssee (Alemania)  | Medalla de plata  | Individual       |